# 島宮町
島宮町（しまみやちょう）は、愛知県江南市の地名。

## 地理

### 交通
- 愛知県道64号一宮犬山線
- 愛知県道175号江南木曽川線

### 施設
- 島宮公園
- 岐阜信用金庫西江南支店
- 島宮公民館
- 島宮墓地
- 津島神社
- 八剱社
- 浄恩寺

## 歴史

### 人口の変遷
国勢調査による人口および世帯数の推移。
| 2000年（平成12年） | 449世帯 1518人 |  |
| 2005年（平成17年） | 478世帯 1512人 |  |
| 2010年（平成22年） | 479世帯 1450人 |  |
| 2015年（平成27年） | 470世帯 1347人 |  |
| 2020年（令和2年）  | 462世帯 1319人 |  |

### WEB
1. 1 2  総務省統計局 (2022年2月10日). “令和2年国勢調査の調査結果(e-Stat) - 男女別人口，外国人人口及び世帯数－町丁・字等” (CSV). 2023年8月2日閲覧。
2. ↑  “愛知県江南市の町丁・字一覧”.   人口統計ラボ. 2024年8月9日閲覧。
3. ↑  “市外局番の一覧” (PDF).   総務省 (2022年3月1日). 2022年3月22日閲覧。
4. ↑  “ナンバープレートについて”.   一般社団法人愛知県自動車会議所. 2024年1月21日閲覧。
5. ↑  総務省統計局 (2014年5月30日). “平成12年国勢調査の調査結果(e-Stat) - 男女別人口及び世帯数 －町丁・字等” (CSV). 2021年7月20日閲覧。
6. ↑  総務省統計局 (2014年6月27日). “平成17年国勢調査の調査結果(e-Stat) - 男女別人口及び世帯数 －町丁・字等” (CSV). 2021年7月21日閲覧。
7. ↑  総務省統計局 (2012年1月20日). “平成22年国勢調査の調査結果(e-Stat) - 男女別人口及び世帯数 －町丁・字等” (CSV). 2021年7月21日閲覧。
8. ↑  総務省統計局 (2017年1月27日). “平成27年国勢調査の調査結果(e-Stat) - 男女別人口及び世帯数 －町丁・字等” (CSV). 2021年7月21日閲覧。